# 餘維數
數學中，餘維數（codimension）是一個基礎幾何學概念，使用在向量空間中的子空間上，且更廣義地，使用在流形中的子流形上，以及代數簇適當的子集合上。
若 W 是一向量空間 V 的一個線性子空間，則 W 在 V 的 餘維數是商空間 V/W 的維數。若V是有限維的，則
{\displaystyle \operatorname {codim} (W)=\dim(V/W)=\dim(V)-\dim(W).}

另外，有限维空间通常在拓扑向量空间的研究中是有用的。